# 13982 Thunberg
13982 Thunberg è un asteroide della fascia principale. Scoperto nel 1992, presenta un'orbita caratterizzata da un semiasse maggiore pari a 2,9727456 UA e da un'eccentricità di 0,1046814, inclinata di 0,54827° rispetto all'eclittica.